# Elisabeth Katschnig-Fasch
Elisabeth Katschnig-Fasch (* 28. Juni 1947 in Tragöß-Oberort; † 4. Februar 2012) war eine österreichische Universitätsprofessorin am Institut für Volkskunde und Kulturanthropologie an der Universität Graz. 
Sie studierte Volkskunde und Psychologie an der Universität Graz bis zur Promotion 1976. 1995 erfolgte die Habilitation über Wohn- und Lebensstile, 1997–98 Vertretungsprofessur (Greverus) am Institut für Kulturanthropologie in Frankfurt/M. Sie war Begründerin und Herausgeberin der Zeitschrift Kuckuck: Notizen zur Alltagskultur, und Mitherausgeberin des Anthropological Yearbook of European Culture.

## Schriften
- als Herausgeberin: Das ganz alltägliche Elend. Begegnungen im Schatten des Neoliberalismus. Löcker, Wien 2003, ISBN 3-85409-383-7.
- als Herausgeberin mit Cécile Huber, Anita Niegelhell und Roberta Schaller-Steidl: Einsamkeiten. Orte, Verhältnisse, Erfahrungen, Figuren. Turia und Kant, Wien 2001, ISBN 3-85132-295-9.
- Möblierter Sinn. Städtische Wohn- und Lebensstile (= Kulturstudien. Sonderbd. 24). Böhlau, Wien u. a. 1998, ISBN 3-205-98566-4.
- als Herausgeberin mit WIDEE, Wissenschafterinnen in der Europäischen Ethnologie: Nahe Fremde – fremde Nähe. Frauen forschen zu Ethnos, Kultur und Geschlecht (= Reihe Frauenforschung. 24). Wiener Frauenverlag,  Wien 1993, ISBN 3-900399-81-6.
- als Herausgeberin mit Projektgruppe Interdisziplinäre Frauenstudien der Universität Graz: Paris – Milano – Graz. Feministische Konzepte in Entwicklung (= Reihe Dokumentation. 4). Wiener Frauenverlag,  Wien 1991, ISBN 3-900399-57-3.
- Drei Wege zum Selben. Mit ethnopsychoanalytischer Methode zu den verborgenen Räumen der Frauen. In: Projektgruppe Interdisziplinäre Frauenstudien der Universität Graz (Hrsg.): Paris – Milano – Graz. Feministische Konzepte in Entwicklung (= Reihe Dokumentation. 4). Wiener Frauenverlag,  Wien 1991, ISBN 3-900399-57-3, S. 73–81.
- Vereine in Graz. Eine volkskundliche Untersuchung städtischer Gruppenbindungen. Graz 1976, (Graz, Universität, Dissertation, 1976).